# László Dombrovszky
László Dombrovszky (născut Stanislav Dombrowski; n. 7 august 1894, Orhei, gubernia Basarabia, Imperiul Rus – d. 30 aprilie 1982, Budapesta, Republica Populară Ungară) a fost un evreu basarabean și pictor maghiar.

## Biografie
S-a născut în orașul Orhei din același ținut, gubernia Basarabia (Imperiul Rus), în familia inginerului Serghei Dombrowski, de origine poloneză, și a doctorului Maria Aranova, de origine evreiască. Și-a petrecut copilăria în Vologda, apoi a studiat la Nijni Novgorod și Paris. Părinții și cele două surori ale sale cu soții lor au fost uciși în timpul evenimentelor revoluționare din 1917. La Paris, Dombrowski a luat lecții de la Henri Matisse și Othon Friesz și a participat la Academia Julian.
În 1921 s-a stabilit în Ungaria, unde în 1924, împreună cu István Szőnyi și Róbert Berény, a fondat o colonie de artiști la Zebegény.
În 1944 a pictat un portret al lui Raoul Wallenberg. Mulți ani la rând a fost un reprezentant al postimpresionismului, iar în ultimii ani ai vieții a fost înclinat spre abstracționism.

## Expoziții

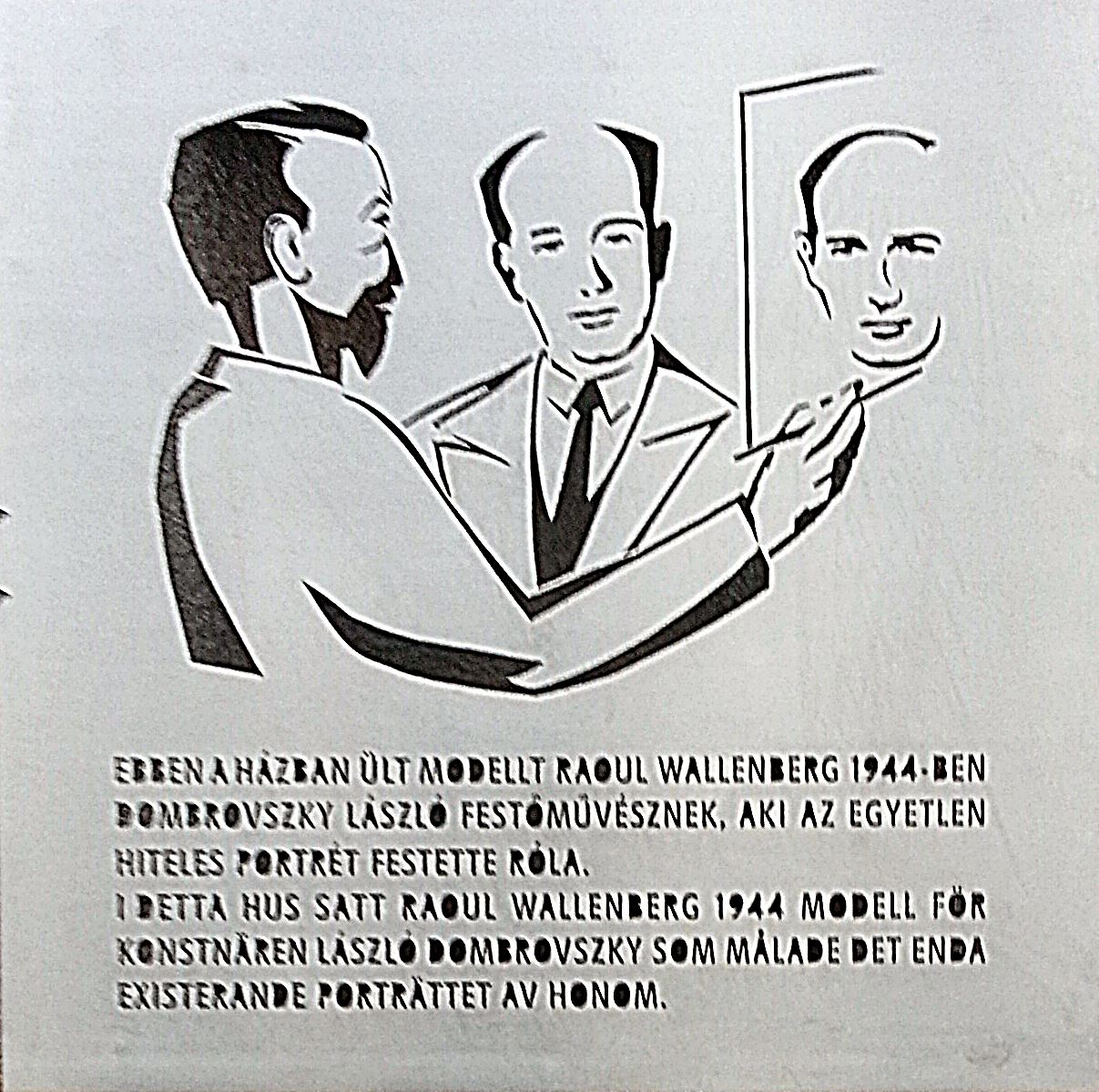
Placă memorială pentru Raoul Wallenberg și László Dombrovszky în Budapesta, de Gabor Palotai.

### Expoziții solo
- 1944: Galeria Tamás, Budapesta
- 1961: Muzeul Rákóczi, Sárospatak
- 1967: Galeria István Csók, Budapesta
- 1973: Ferenc Móra, Szeged
- 1974 și 1977: Galeria István Csók, Budapesta
- 1984: Muzeul Bottyán Vak, Vác
- 1985: Galeria Vigadó, Budapesta
- 2005: Galeria din Budapesta
- 2006: Muzeul István Szőnyi, Zebegény
- 2008: Palatul Esterházy, Győr

### Expoziții colective
- 1942: Galeria Tamás: Expoziție acuarelarilor maghiari (Berény, Czóbel, Barcsay, Márffy, Huber Dési, Egry, Elekfy, Noémi Ferenczy, Ferenc Hatvany, Hincz, Kmetty, Pohárnok, Endre Vadász)
- 1942: Salon Național: Spectacol de toamnă – Expoziție a membrilor
- Până în 1968, a participat regulat la expozițiile de arte plastice organizate la Palatul Expozițiilor, Budapesta
- 1946: Prima expoziție a Mișcării Maghiare pentru Arte Plastice, Muzeul Ernst, Budapesta
- 1947: Săptămâni de artă maghiare. Expoziție reprezentativă de arte plastice, Muzeul Ernst, Budapesta; A 2-a Expoziție Națională Gratuită de către Organizația Liberă a Artiștilor Maghiari, Galeria Metropolitan, Budapesta
- 1951: A doua expoziție de arte plastice maghiare, Palatul expozițiilor, Budapesta
- 1957: A 3-a Expoziție Națională de Arte Plastice, Muzeul Ottó Hermann, Miskolc
- 1960 și 1968: Între oamenii muncitori. O expoziție de artă. Muzeul Ernst, Budapesta
- 1964: Expoziție de iarnă, Székesfehérvár.
- 1968: A 4-a expoziție de vară a lacului Balaton, Muzeul Balaton, Keszthely; Expoziție de cumpărături făcute de stat, Palatul Expozițiilor, Budapesta
- 1970: A 2-a Bienală Națională Aquarelle, Eger.
- 1972: A treia expoziție națională de vară din Debrecen ’72, Muzeul Déri, Debrecen
- 1973: A 14-a Expoziție de vară Szeged, Muzeul Ferenc Móra, Szeged
- 1974: A 4-a Bienală Națională de Acuarelă, Eger
- 1976: A 5-a Bienală Națională de Acuarelă, Eger
- 1978: Pictura ’77. O expoziție a Diviziei de pictori a Asociației Artiștilor Plastici și Artiștilor Aplicați din Ungaria
- 1980: Colecția de Arte Plastice a Muzeului János Damjanich (1970–1980), Szolnok
- 1980: Expoziție de Arte Plastice Contemporane și Arte Aplicate, Direcția Muzeelor Județene Szolnok, Muzeul János Damjanich, Szolnok